# Колін Селмон
Колін Селмон (англ. Colin Salmon, 6 грудня 1962, Лондон) — англійський актор. Здобув широку популярність після виконання Чарльза Робінсона в трьох фільмах про вигаданого агента британської розвідки Джеймса Бонда.

## Життєпис
Колін Селмон народився 6 грудня 1962 року в Лондоні. Його мати Сільвія Селмон була медсестрою. У Коліна є сестра Труді. Селмон є великим шанувальником футбольної команди «Лутон Таун», що базується в місті Лутон, Бедфордшир, де він провів шкільні роки. Окрім футболу Колін з дитинства захоплювався музикою.
Коли Колін було 5 років, дідусь подарував йому корнет. Колін став грати та співати у хорі, брав участь в концертах, в тому числі у престижному Королівському Альберт-голі в Лондоні. У 15 років він захопився панк-роком і став барабанщиком в групі «The Friction», яку організував разом з однокласниками. Він продовжив грати і після закінчення школи. Група записала альбом, але у 1980 році розпалася.
На початку своєї акторської кар'єри Колін Селмон з'являвся в невеликих ролях у серіалах. Визнання прийшло до нього у 1992 році разом з головною роллю в міні-серіалі «Основний підозрюваний - 2», де його партнеркою стала прославлена британська актриса Гелен Міррен. Серіал отримав премію «Еммі», а Колін Селмон — схвальні відгуки критиків і нові запрошення на зйомки.

## Особисте життя
У 1988 році Колін Селмон одружився з Фіоною Готорн. Подружжя виховує чотирьох дітей: Сашу, Руді, Іден та Бена. 

## Фільмографія

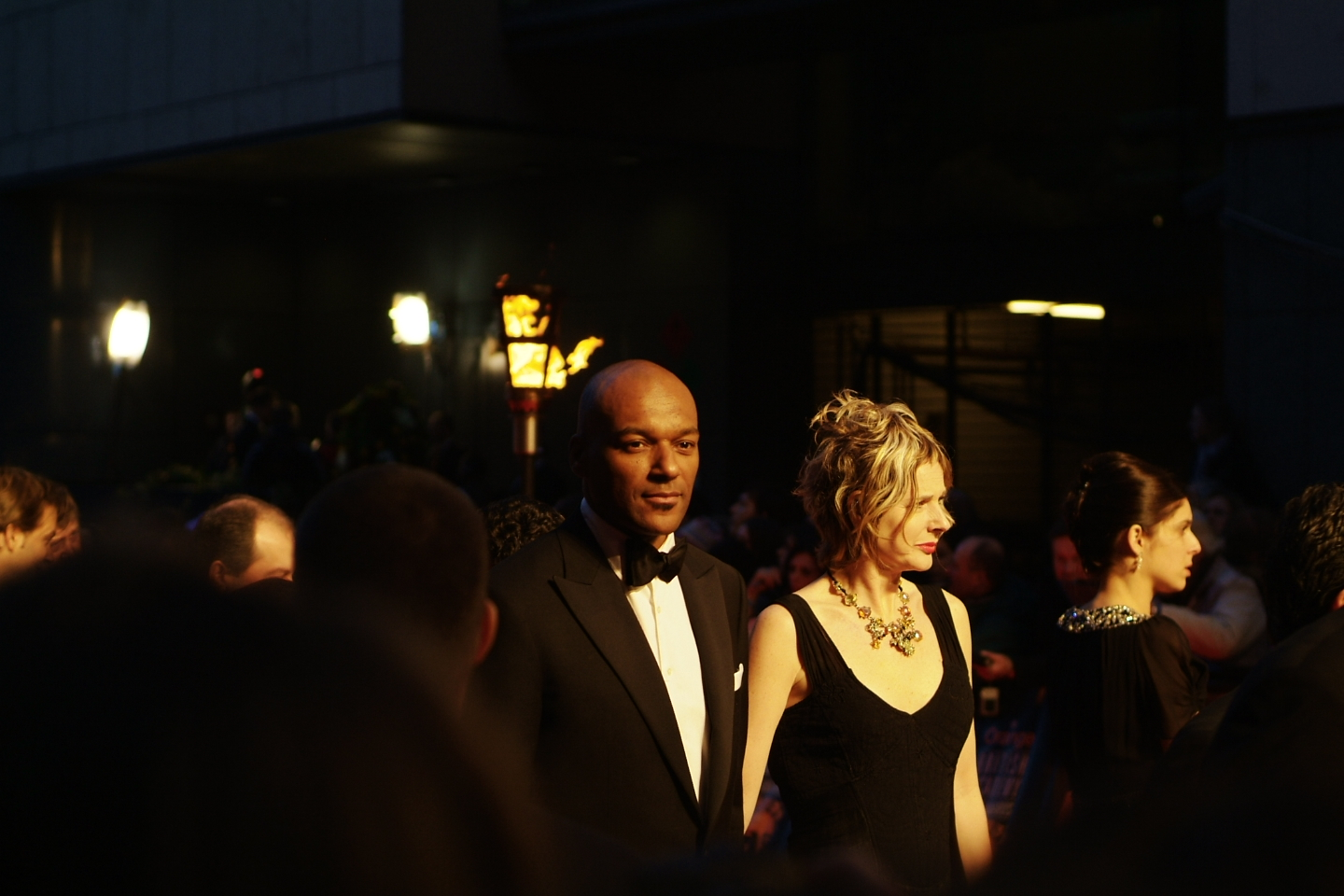
2007, Колін Селмон на нагородженні премією «BAFTA»

- 1997 — «Завтра не помре ніколи»
- 1999 — «І цілого світу мало»
- 2002 — «Оселя зла»
- 2002 — «Помри, але не зараз»
- 2004 — «Чужий проти Хижака»
- 2005 — «Матч-пойнт»
- 2006 — «Bad girls»
- 2008 — «Пограбування на Бейкер-стріт»
- 2008 — «Каратель 2»
- 2008 — «Доктор Хто»
- 2008 — «Знак темряви»
- 2009 — «Останній вампір»
- 2009 — «Екзамен»
- 2012 — «Оселя зла: Відплата»
- 2012 — «Стріла»
- 2014 — «24 години: Проживи ще один день»
- 2015 — «Мушкетери»
- 2015 — «Майстер не на всі руки»
- 2015 — «Області темряви»
- 2015 — «Без образ»
- 2016 — «Падіння Лондона»
- 2016 — «Злочинець»
- 2018 — «Смертні машини»
- 2021 — «Ніхто»
- 2021 — «Зона 414»
- 2022 — «Здобич для Диявола»
- 2025 — «Ніхто 2»